# هومبيرتو بوستامانتي
هومبيرتو بوستامانتي (بالإسبانية: Humberto Bustamante)‏ (18 مايو 1990 بكونثبثيون في تشيلي - ) هو لاعب كرة قدم تشيلي في مركزي الدفاع والهجوم. لعب مع ديبورتيس إيكيكي.

## روابط خارجية
- هومبيرتو بوستامانتي على موقع قاعدة بيانات كرة القدم.إي يو (الإنجليزية)
- هومبيرتو بوستامانتي على موقع Soccerway.com (الإنجليزية)
- هومبيرتو بوستامانتي على موقع AS.com (الإسبانية)